# Metriopelma
Metriopelma is een geslacht van spinnen uit de familie vogelspinnen (Theraphosidae).

## Soorten
De volgende soorten zijn bij het geslacht ingedeeld:
- Metriopelma breyeri (Becker, 1878)
- Metriopelma coloratum Valerio, 1982
- Metriopelma drymusetes Valerio, 1982
- Metriopelma familiare (Simon, 1889)
- Metriopelma ledezmae Vol, 2001
- Metriopelma spinulosum F. O. P.-Cambridge, 1897
- Metriopelma variegata (Caporiacco, 1955)
- Metriopelma velox Pocock, 1903
- Metriopelma zebratum Banks, 1909